# فيك فوغل
فيك فوغل هو عازف جاز وعازف بيانو كندي، ولد في 3 أغسطس 1935 في مونتريال في كندا.

## وصلات خارجية
- الموقع الرسمي
- فيك فوغل على موقع IMDb (الإنجليزية)
- فيك فوغل على موقع ميوزك برينز (الإنجليزية)
- فيك فوغل على موقع أول ميوزيك (الإنجليزية)
- فيك فوغل على موقع ديسكوغز (الإنجليزية)